# Louis Jacques Thénard

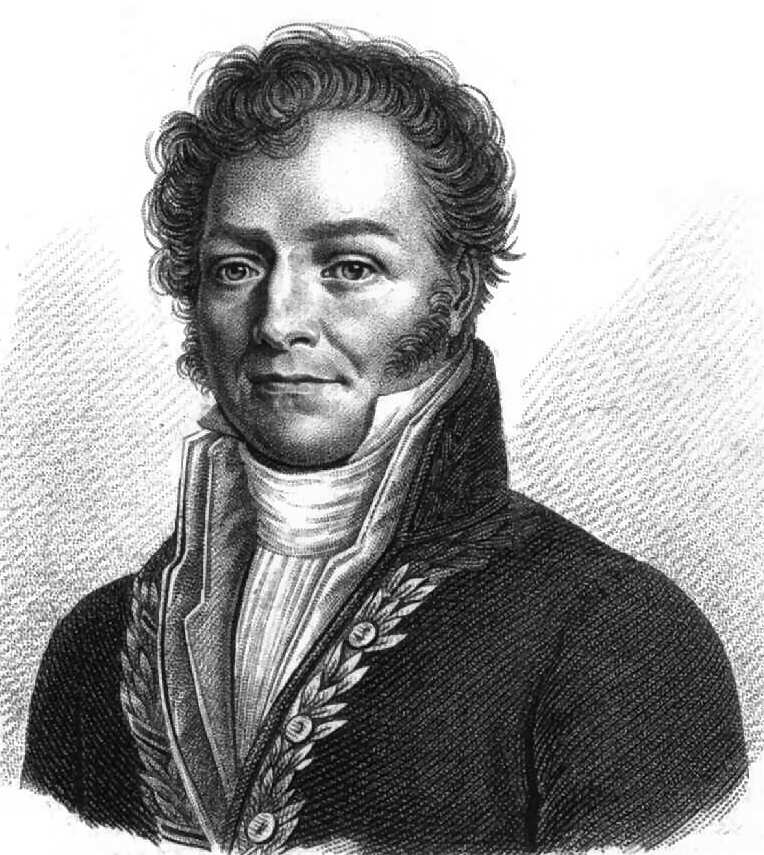
Louis Jacques Thénard

Louis Jacques Thénard (La Louptière-Thénard, 4 maggio 1777 – Parigi, 21 giugno 1857) è stato un chimico francese.

## Biografia
Collaboratore di Louis Joseph Gay-Lussac, scoprì l'acqua ossigenata (H2O2) nel 1818, il boro e fornì una prima classificazione degli elementi metallici. 
Nel 1804 fu il successore di Vauquelin sulla cattedra di Chimica presso il Collège de France.
Nel 1809 divenne il titolare della cattedra di Chimica della Facoltà delle Scienze di Parigi e in seguito dell'École polytechnique, succedendo a Antoine-François de Fourcroy nel 1810.
Nello stesso anno fu eletto membro dell'Accademia francese delle scienze.
Dal 1821 al 1840 fu decano della Facoltà delle Scienze di Parigi.

## Opere

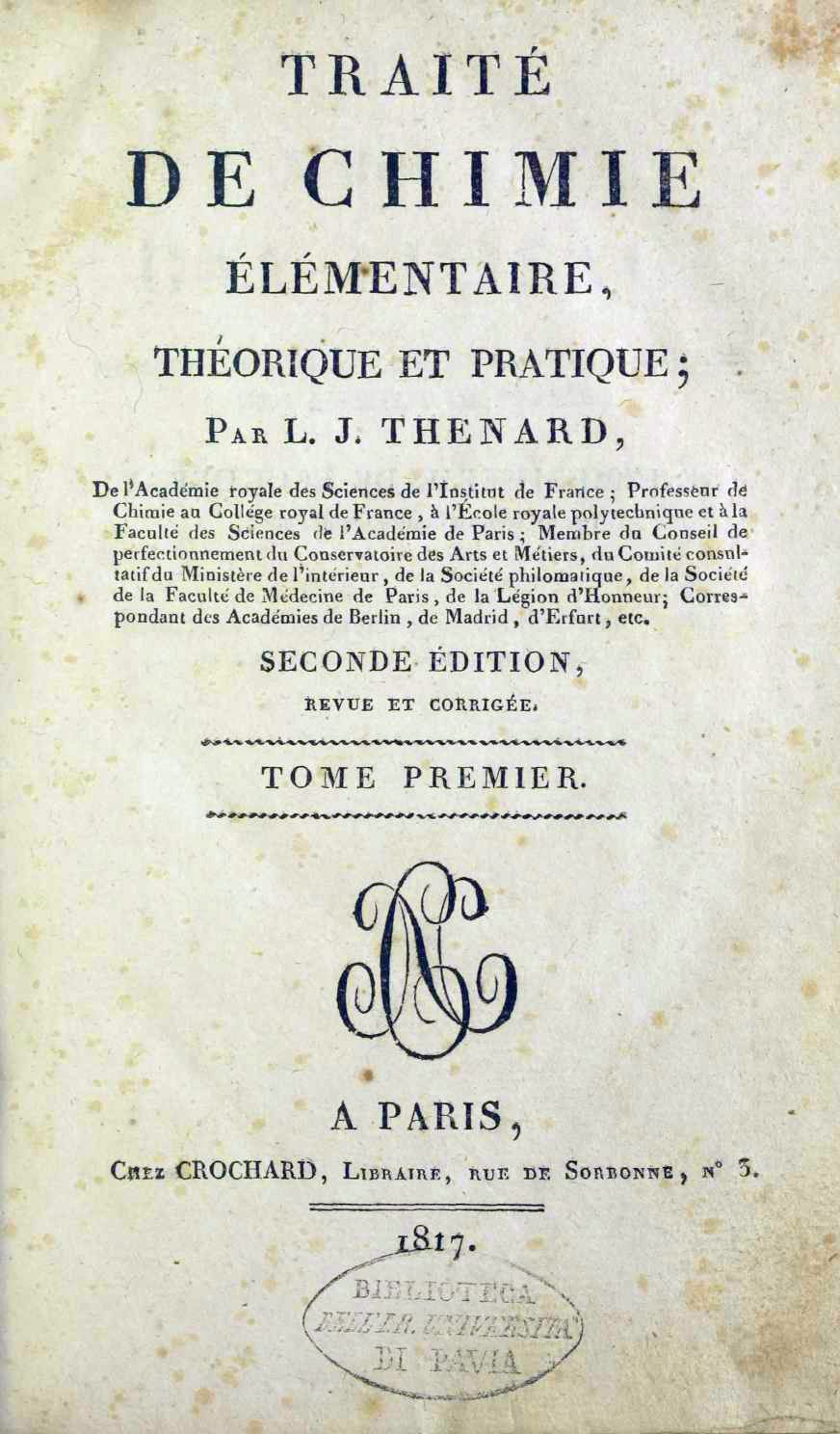
Traité de chimie élémentaire, théorique et pratique, 1817

- (FR) Traité de chimie élémentaire, théorique et pratique, vol. 1, Paris, Crochard, 1817.
  - (FR) Traité de chimie élémentaire, théorique et pratique, vol. 2, Paris, Crochard, 1817.
  - (FR) Traité de chimie élémentaire, théorique et pratique, vol. 4, Paris, Crochard, 1818.